# نهر ساند (إفريقيا)
نهر ساند (بالإنجليزية: Sand River)‏ (يعني بالعربية نهر الرمال)، في جنوب أفريقيا، أحد الأنهار القصيرة نسبياً مقارنة بأنهار قارة أفريقيا - حيث يبلغ طوله 350 كيلومتراً فقط - إلا أنه من الأنهار الهامة. يأتي الاسم من ضفافه الرملية التي تظهر على جانبيه في موسم الجفاف. تأتي المياه إلى ذلك النهر من الأمطار الموسمية التي تهطل لفترة قصيرة إلا انها كافية لملء الغدران الصغيرة التي تتفرع وتتزايد حتى تصب في مجرى النهر.

## الحيوانات
تعيش الكثير من الحيوانات على ضفاف النهر منها الأسود التي تعلم منطقة نفوذها بدوريات يومية بالإضافة إلى الفهود، أما عن الحيوانات العشبية فتتضمن الأفيال وجاموس الماء والغزلان. بالنسبة للطيور المائية والطيور الخواضة، فأن ضحالة الماء في موسم الجفاف شيء حسن بالنسبة لها إذا أن ذلك يمكنها من صيد الأسماك الصغيرة والعوالق المائية والضفاضع.